# 中華民國交通工程技師公會
中華民國交通工程技師公會，是臺灣職業團體公會組織之一，成立於2019年5月，會址位於臺北市大安區羅斯福路三段95號10樓之一。

## 簡介
2019年5月，中華民國交通工程技師公會成立於台北市，分別為「中華民國交通工程技師公會」、「高雄市交通工程技師公會」合併而成。
該公會成員主要為交通相關建設、安全、評估和設計的從業人士（各大工程顧問公司或自行成立之技師事務所），成立宗旨為保障與促進同業成員權益和聯繫，並期將同業間研究、設計、監造和管理技術等相互交流、漸臻化境，達成提升國人交通安全，並協助國家交通建設之目的。
2019年9月14日，中華民國交通工程技師公會向臺灣臺北地方法院完成設立財團法人登記，登記號數為第3678號（案號為109年度法登社字第110號），並於2019年9月15日經臺北地方法院發文公告。

## 專業
中華民國交通技師公會可提供台灣舉凡重大交通建設、交通政策、交通特性調查與分析，亦包含公路、鐵路及都市運輸等各方面之專業交通技術與管理能力，改善易肇事地點，確保交通安全，提供民眾便利又安全「行」的環境，其技術簡述如下：
1. 車輛與行人之交通特性、流量、事故、道路服務水準之調查、分析、研究與評估。
2. 道路交通工程、交通安全、管制與監控系統、停車與行人交通設施之調查、研究、評估、規劃、設計、施工、維護及營運。
3. 整體性道路交通管理方案之規劃。
4. 交通影響評估、交通維持計畫。

## 組織
中華民國交通技師公會組織，第一屆理監事會由會員大會推選九位理事和三位監事組成，任期三年、無給職，其下再另組成「紀律委員會」、「出版委員會」、「學術委員會」和「公共事務委員會」。
首任理事長為劉信宏，副理事長為吳奇軒，其他理事成員為洪清貴、廖兆奎、簡君珊、黃文鑑、黃宏仁、邱詩純、陳怡先，三名監事為宋彥青、蔡嘉章、許時豪。

## 外部連結
- 中華民國交通工程技師公會 （页面存档备份，存于）
- 中華民國交通工程技師公會的Facebook專頁

25°03′06″N 121°32′36″E / 25.05161794224242°N 121.5432365336762°E